# 小行星1023
小行星1023（1023 Thomana）是一颗围绕太阳公转的小行星。
該小行星以德國萊比錫聖多馬教堂男童唱詩班命名。

## 参数
这颗小行星的绝对星等为9.76等，自转周期为17.56小时。